# Ignacio Camacho
Ignacio Camacho Barnola, född 4 maj 1990 i Zaragoza, är en spansk före detta fotbollsspelare som spelade som defensiv mittfältare. Han spelade under sin karriär för Atlético Madrid, Málaga och VfL Wolfsburg. Camacho spelade även en landskamp för Spaniens landslag 2014.

## Karriär
I september 2020 meddelade Camacho att han avslutade sin fotbollskarriär.

## Meriter

### Klubb
Atlético Madrid
- Uefa Europa League: 2009–2010
- Uefa Super Cup: 2010

### Landslag
- U17-EM: 2007
- U21-EM: 2013